# Tragopa fulvovaria
Tragopa fulvovaria är en insektsart som beskrevs av Leon Fairmaire. Tragopa fulvovaria ingår i släktet Tragopa och familjen hornstritar. Inga underarter finns listade i Catalogue of Life.